# Stanko Subotić
Stanko „Cane“ Subotić (* 9. September 1959 in Kalinovac bei Ub, Jugoslawien) ist ein serbischer Geschäftsmann, der auch die schweizerische Staatsangehörigkeit hat.

## Leben
Subotić stammt aus einer einfachen Handwerkerfamilie und wurde als sechstes und zugleich jüngstes Kind geboren. Er hat einen Abschluss vom wirtschaftlichen Gymnasium in Ub (Serbien). In seiner frühen Kindheit arbeitete Subotić in der Tischlerei seines Vaters. Mit Anfang 20 ging er nach Frankreich, um dort als Schneider zu arbeiten. 
1985 begann er, in die serbische Wirtschaft zu investieren, und lieferte Geräte für die Bauindustrie. Er baute eine eigene Kette von Modegeschäften auf und entwickelte sein eigenes Groß- und Einzelhandelsunternehmen. Bis zum Jahr 1993 lag sein Hauptgeschäft in der Textilindustrie und Produktion von Süßigkeiten, aber wirtschaftliche Sanktionen gegen Serbien zwangen ihn, einen anderen Kurs einzuschlagen.
Anfang der 1990er Jahre kehrte er nach Serbien zurück und gründete das Unternehmen „Mia“, das auch Süßigkeiten produziert. Der Zusammenbruch des alten Jugoslawiens und die Expansion der Wettbewerber aus Asien brachte die Textilindustrie des Balkans in Bedrängnis, was dazu führte, dass Mia andere Textilproduzenten übernahm und kontinuierlich expandierte. 1997 verließ er Serbien wieder.
2006 wurde er auf Platz 86 der Liste der reichsten Osteuropäer des polnischen Magazins Wprost geführt. Sein Privatvermögen wurde auf € 650 Millionen geschätzt.
Seit 1999 lebt er in der Schweiz. Er ist verheiratet und hat eine Tochter. Er ist mittlerweile Schweizer Staatsangehöriger.

## Unternehmerische Tätigkeit
Subotić ist Gründer und Geschäftsinhaber von „Emerging Marketing Investment (EMI)“ in Dänemark. Ebenfalls von der serbischen Firma „D Trade“, deren Hauptgeschäft der Verkauf und Vertrieb von Wein, Zeitungen und Zeitschriften und Immobilien ist. Er ist Mitbesitzer von „Futura plus“, einem Handelsnetzwerk in Südost-Europa, mit mehr als 4000 Mitarbeitern. Er ist Mitbesitzer des fleischverarbeitenden Betriebs „Famis LLC“, 2002 gegründet, sowie verschiedener Firmen in Griechenland und Russland, die nichtalkoholische Getränke und Sportartikel vertreiben.
Subotić ist Besitzer großflächiger Weinberge in Frankreich, in denen der Wein Louis Max produziert wird. Er fing 1989 an in dieses Unternehmen zu investieren und ist seit Januar 2007 der alleinige Besitzer. Subotić besitzt einen eigenen Weinkeller im Zentrum von Belgrad.
Im Jahr 2003 erwarb er die serbische Firma „Duvan“, die über ein großes Vertriebsnetzwerk an Kiosken verfügt. Nach dem Erwerb von Duvan begann Subotić 2004 eine Zusammenarbeit mit der deutschen WAZ-Mediengruppe. Nachdem Subotić jedoch von Interpol steckbrieflich gesucht und schließlich verhaftet worden war, beendete das deutsche Medienunternehmen im Jahr 2008 die Zusammenarbeit.
Subotić gründete in Montenegro das Unternehmen „Montenegro Futura“ mit einem ähnlichen Vertriebsnetzwerk.
Aufgrund eines Embargos gegen Serbien verlegte er den Firmensitz 2005 nach Zypern. Im Frühling 2007 erwarb Subotić einen Teil der St. Nikola Insel in der Nähe von Budva und begann ein Luxushotel auf der Insel Sveti Stefan zu bauen.
Stanko Subotić unterstützte den demokratischen Prozess in Serbien und Montenegro, der zum Sturz des Milošević-Regimes und zur Unabhängigkeit von Montenegro führte. Unter anderem soll er Demonstrationen für den späteren Premier Zoran Đinđić über einen Mittelsmann finanziert haben. Eine finanzielle Unterstützung der Opposition während des Krieges räumte Subotić in einem Interview 2001 ein.

## Tabakaffäre
Im Jahr 2001 wurde Subotić durch Artikel in der Zagreber Wochenzeitung Nacional beschuldigt, gemeinsam mit dem montenegrinischen Präsidenten Milo Đukanović und dem serbischen Oppositionellen Zoran Đinđić in der zweiten Hälfte der neunziger Jahre Zigaretten geschmuggelt zu haben.
Subotić bezeichnete diese Behauptung als erfunden durch kroatische Konkurrenten bei der Zigarettenherstellung. Angeblich wurde die Angelegenheit aus dem serbischen Belgrad bestellt und dirigiert.